# ウルム条約 (1620年)
ウルム条約（ウルムじょうやく、ドイツ語: Ulmer Vertrag）は、三十年戦争中の1620年7月3日にウルムで締結された、カトリック連盟とプロテスタント同盟の間の条約。
条約によりプロテスタント同盟は中立を宣言し、ボヘミア王に即位したプファルツ選帝侯フリードリヒ5世への支持を取りやめた。